# Formicencyrtus thoreauini
Formicencyrtus thoreauini är en stekelart som beskrevs av Girault 1916. Formicencyrtus thoreauini ingår i släktet Formicencyrtus och familjen sköldlussteklar. Inga underarter finns listade i Catalogue of Life.